# 拉塞尔瓦德尔坎波
拉塞尔瓦德尔坎波（西班牙語：La Selva del Campo）是西班牙加泰罗尼亚塔拉戈纳省的一个市镇。总面积35平方公里，总人口4290人（2001年），人口密度123人/平方公里。